# Igor Liba
Igor Liba (* 4. November 1960 in Prešov, Tschechoslowakei) ist ein ehemaliger slowakischer Eishockeyspieler. Während seiner langen Karriere absolvierte er 589 Spiele in der Tschechoslowakei und Slowakei sowie 39 Partien in der National Hockey League. Der größte Erfolg seiner Karriere war der Gewinn der Silbermedaille bei den Olympischen Winterspielen 1984 in Sarajevo. 2005 wurde er mit der Aufnahme in die Slowakische Hockey Hall of Fame geehrt, ebenso wie 2024 mit der Aufnahme in die IIHF Hall of Fame.

## Karriere
Igor Liba begann seine Karriere 1970 in seiner Heimatstadt beim ZPA Prešov, für den er bis 1978 im Juniorenbereich und der dritten Spielklasse der Tschechoslowakei aktiv war. 1978, im Alter von 18 Jahren, wechselte er zum VSŽ Košice und debütierte für seinen neuen Klub in der 1. Liga. In den folgenden drei Jahren spielte er für Košice und etablierte sich in der Liga. In der Spielzeit 1981/82 erzielte er in 44 Partien 53 Scorerpunkte, bevor er für seinen Militärdienst zum Armeeklub ASD Dukla Jihlava wechselte. Mit Dukla wurde er 1983 und 1984 Tschechoslowakischer Meister, zudem wurde er 1984 ins All-Star-Team der Liga gewählt und mit der wichtigsten Eishockey-Trophäe der ČSSR, dem Zlatá hokejka (Goldener Eishockeyschläger), ausgezeichnet. Nach diesen Erfolgen kehrte er nach Košice zurück.
1988 erhielt Liba aufgrund seiner Verdienste die Erlaubnis, im nichtkommunistischen Ausland zu spielen. Schon 1983 hatten sich die Calgary Flames die NHL-Rechte an Liba gesichert, die sie im Mai 1988 in einem Tauschhandel an die Minnesota North Stars abgaben. Im Oktober 1988 gaben die North Stars die Rechte an Liba an die New York Rangers ab, die dafür unter anderem Brian Lawton erhielten. Liba absolvierte zehn NHL-Spiele für die Rangers, in denen er sieben Scorerpunkte erreichte, bevor er zu den Los Angeles Kings geschickt wurde. Im Tausch gegen Liba erhielten die Rangers Verteidiger Dean Kennedy. In den folgenden 29 Saisonspielen gelangen dem Slowaken an der Seite von Wayne Gretzky 18 Scorerpunkte, bevor er sich zu einer Rückkehr in die ČSSR entschloss.
In den folgenden Jahren stand er sowohl für den VSŽ Košice, als auch für Klubs im westeuropäischen Ausland auf dem Eis. Zu diesen gehörten der EHC Biel, der HC Fiemme Cavalese und TuTo Turku. 1993 wechselte er nach Österreich zum EV Zeltweg, für den er drei Spielzeiten absolvierte. Weitere Stationen waren der HK VTJ Spišská Nová Ves, der HK VTJ Trebišov, sowie sein Ex-Club HK Dragon Prešov, bevor er 2003 seine Karriere beendete.
Nach seinem Karriereende machte er einen Trainerschein und arbeitet als Nachwuchstrainer beim HC Košice.

### International
Liba war über viele Jahre festes Mitglied der tschechoslowakischen Nationalmannschaft und gewann mit dieser eine Gold-, zwei Silber- sowie zwei Bronzemedaillen bei Weltmeisterschaften. Zudem gewann er 1984 die olympische Silbermedaille und 1992 die Bronzemedaille. Insgesamt absolvierte er 211 Länderspiele für die ČSSR, in denen er 66 Tore erzielte. Zudem lief er in einem Länderspiel für die Slowakei auf.
Im Jahre 2024 wählte man ihn in die IIHF Hall of Fame.

## Erfolge und Auszeichnungen
| - 1982 Toptorschütze der 1. Liga mit 35 Toren - 1983 Tschechoslowakischer Meister mit ASD Dukla Jihlava - 1984 Tschechoslowakischer Meister mit ASD Dukla Jihlava - 1984 Zlatá hokejka - 1986 Tschechoslowakischer Meister mit VSŽ Košice | - 1988 Tschechoslowakischer Meister mit VSŽ Košice - 1988 All-Star-Team der 1. Liga - 1988 Bester Stürmer der 1. Liga - 1999 Slowakischer Meister mit dem HC Košice - 1999 All-Star-Team der slowakischen Extraliga |

### International
| - 1979 Silbermedaille bei der Junioren-Weltmeisterschaft - 1982 Silbermedaille bei der Weltmeisterschaft - 1983 Silbermedaille bei der Weltmeisterschaft - 1984 Silbermedaille bei den Olympischen Winterspielen - 1985 Goldmedaille bei der Weltmeisterschaft | - 1987 Bronzemedaille bei der Weltmeisterschaft - 1992 Bronzemedaille bei den Olympischen Winterspielen - 1992 Bronzemedaille bei der Weltmeisterschaft - 2024 Aufnahme in die IIHF Hall of Fame |